# Raionul Petroverovca, județul Ananiev
Raionul Petroverovca a fost unul din cele șase raioane ale județului Ananiev din Guvernământul Transnistriei între 1941 și 1945.